# Prolasso uterino
Il prolasso uterino rappresenta l'erniazione e la fuoriuscita dell'utero dalla sua posizione anatomica naturale nella vagina, attraverso l'imene o l'introito vaginale, a causa dell’indebolimento delle strutture di supporto circostanti. Il prolasso uterino è una delle molteplici condizioni classificate sotto il termine più ampio di prolasso degli organi pelvici.
Nel suo stato normale, l'utero si trova nella compartimentazione apicale degli organi pelvici. L'utero e la vagina sono sospesi dal sacro e dalla parete laterale del bacino tramite i complessi legamentari uterosacrali e cardinali ed il deterioramento di questi legamenti causa il prolungamento dell'utero nella vagina.
Anche se il prolasso uterino non rappresenta intrinsecamente una minaccia per la vita, può comportare disfunzioni sessuali, un'immagine corporea negativa e una riduzione della qualità della vita a causa dell'associazione con incontinenza intestinale o vescicale.

## Clinica

### Eziologia
I fattori di rischio per il prolasso uterino sono simili a quelli di altri prolassi degli organi pelvici. Uno studio condotto dall'Oxford Family Planning Association ha riscontrato che la probabilità di sviluppare un prolasso degli organi pelvici aumenta con il numero crescente di gravidanze. Le donne con un indice di massa corporea superiore a 25 presentano un rischio maggiore di sviluppare un prolasso uterino rispetto a quelle con un BMI nella norma. Inoltre, l'età avanzata è stata fortemente correlata all'incidenza del prolasso. Altri fattori di rischio includono disturbi del tessuto connettivo come la sindrome di Marfan e la sindrome di Ehler-Danlos.

### Epidemiologia
È complesso distinguere le frequenze del prolasso uterino da quelle del prolasso degli organi pelvici in quanto la maggior parte degli studi li raggruppa insieme. In uno studio trasversale condotto su 1961 donne, il prolasso degli organi pelvici è stato riscontrato nel 9,7% delle donne tra i 20 e i 39 anni e nel 49,7% delle donne di età superiore agli 80 anni. Di conseguenza, si stima che circa il 50% delle donne negli Stati Uniti possa sperimentare in qualche misura un prolasso degli organi pelvici con l'avanzare dell'età. In paesi meno sviluppati come il Nepal, dove risiedono circa 15 milioni di donne, oltre 1 milione di donne hanno riportato di soffrire di prolasso uterino, corrispondente a circa il 7% della popolazione femminile nepalese.

### Segni e sintomi
Le principali preoccupazioni riportate dalle pazienti di sesso femminile con prolasso uterino spesso riguardano la percezione o la sensazione di una protrusione nella regione vaginale, frequentemente associata a una sensazione di pressione vaginale. Altri sintomi comprendono un aumento dell'urgenza o della frequenza urinaria, la sensazione di svuotamento incompleto della vescica e la comparsa di dolore durante i rapporti sessuali. Questi sintomi si manifestano gradualmente e possono peggiorare col tempo all'evolversi del prolasso. L'entità e il numero dei sintomi aumentano con il progressivo aggravarsi del prolasso. Tuttavia, i sintomi specifici riportati dalle pazienti non sono fortemente correlati allo stadio del prolasso, e molte pazienti risultano completamente asintomatiche nelle prime fasi del prolasso uterino.

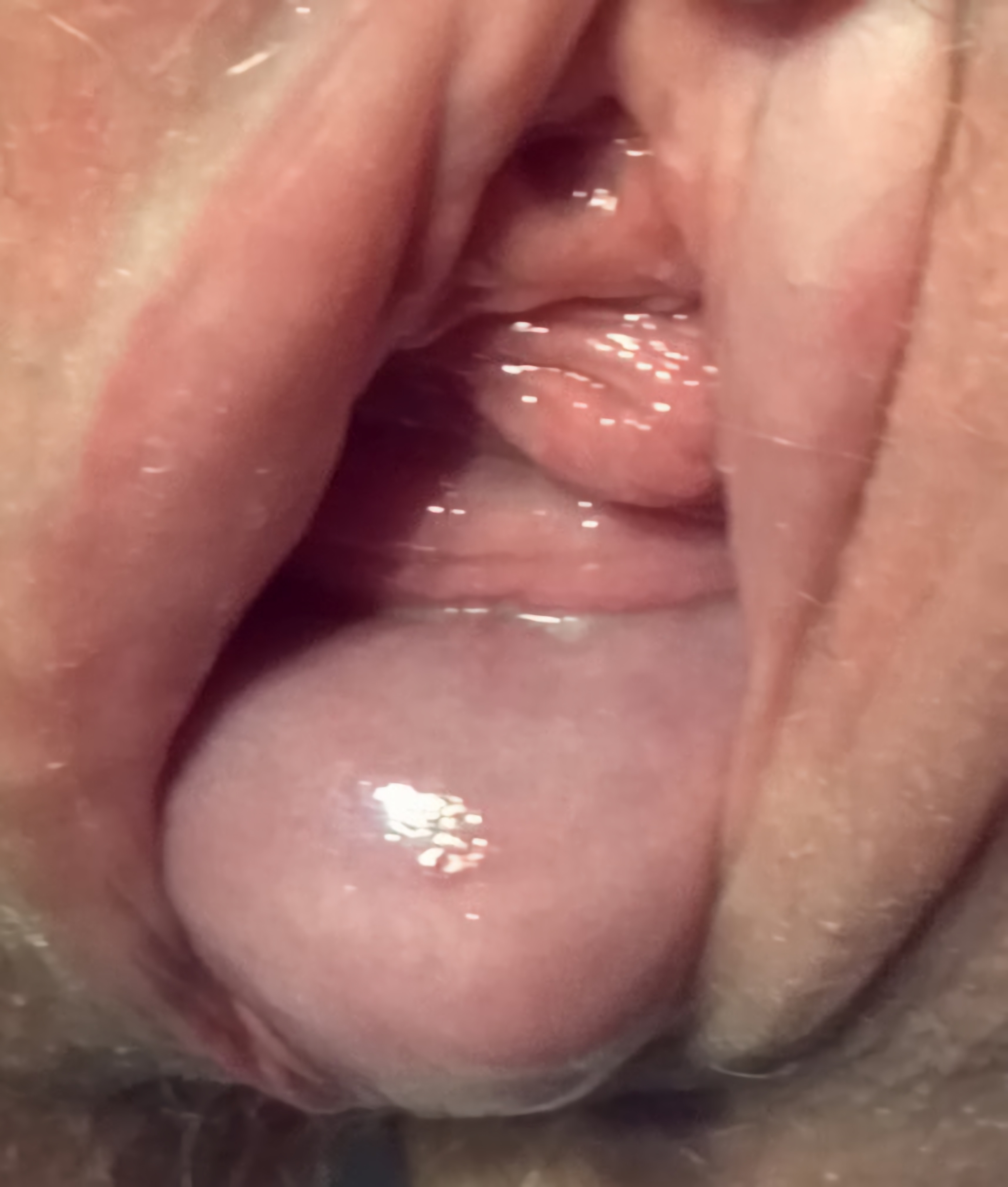
Il prolasso uterino, che è visibile in posizione eretta, dove il collo dell'utero sporge attraverso la vulva

Oltre ai sintomi riportati dalle pazienti, l'esame pelvico riveste un ruolo fondamentale nella diagnosi del prolasso uterino grazie alla possibilità di visualizzare direttamente il segmento prolassato. L'esame pelvico dovrebbe essere condotto in condizioni di riposo della paziente e durante la manovra di Valsalva. La valutazione della posizione del segmento prolassato rispetto all'imen o all'introito è utilizzata per scopi di stadiazione.

#### Stadiazione
Esistono molte diverse sistemi di stadiazione utilizzati per la classificazione del prolasso degli organi pelvici. Tuttavia, molti di questi sistemi si basano sulla concordanza tra diversi osservatori, richiedono misurazioni multiple e rendono difficile ottenere un accordo sullo stadio tra diversi esaminatori.
Il sistema di stadiazione del Prolasso degli Organi Pelvici Quantitativo, creato nel 2002, è una metodologia che tiene in considerazione solo la posizione della parte più distale del segmento prolassato rispetto all'imen, con misurazioni effettuate in riferimento all'imen. Le misurazioni sopra l'imen sono indicate da numeri negativi, mentre quelle al di sotto dall'imen sono indicate da numeri positivi, utilizzando l'imen come punto di riferimento "0". Le misurazioni vengono effettuate mentre il paziente esegue la manovra di Valsalva.
- Stadio 0: assenza di prolasso dimostrabile.[12]
- Stadio 1: la parte più distale del segmento prolassato si trova a più di 1 cm al di sopra del livello dell'imen.[12]
- Stadio 2: la parte più distale del segmento prolassato si trova a più di 1 cm al di sopra o al di sotto dell'imen.[12]
- Stadio 3: la parte più distale del segmento prolassato sporge di più di 1 cm al di sotto dell'imen, ma a meno di 2 cm dalla lunghezza totale della vagina.[12]
- Stadio 4: completa eversione della vagina.[12]

Questo sistema consente una valutazione più obiettiva e standardizzata del prolasso degli organi pelvici, contribuendo a migliorare la coerenza tra gli esaminatori e facilitando la comprensione dello stadio del prolasso.

### Diagnosi
Non esistono studi di laboratorio che abbiano dimostrato di essere utili nella diagnosi del prolasso uterino. La principale modalità diagnostica per questa condizione si basa sulla storia clinica fornita dalla paziente, combinata con i reperti dell'esame pelvico, come sopra menzionato. Tuttavia, i segmenti prolassati possono essere visibili attraverso diverse modalità di imaging, tra cui l'ecografia, la tomografia computerizzata e la risonanza magnetica, e possono contribuire a confermare la diagnosi.

### Trattamento
Il trattamento del prolasso uterino dipende principalmente dall'entità dei sintomi riportati dalla paziente. Tra le opzioni conservative vi sono l'allenamento dei muscoli del pavimento pelvico e l'uso di pessari vaginali. Tuttavia, esistono anche numerose opzioni chirurgiche per il trattamento.
Una diagnosi accurata e una gestione adeguata del prolasso uterino possono avere un impatto significativo sulla qualità di vita della paziente e comportare effetti a lungo termine sulla salute fisica e mentale. Gli operatori sanitari dovrebbero fornire una consulenza approfondita alle pazienti con prolasso uterino in modo che possano prendere decisioni informate e scegliere il trattamento più adatto a loro.
L'allenamento dei muscoli del pavimento pelvico viene solitamente insegnato alle pazienti in collaborazione con un fisioterapista. È stato dimostrato che questo tipo di trattamento comporta un miglioramento soggettivo dei sintomi riportato dalle pazienti e un miglioramento oggettivo del punteggio POP-Q valutato dagli esaminatori.
I pessari vaginali sono oggetti spesso realizzati in silicone che vengono inseriti nella vagina per fornire supporto agli organi pelvici prolassati. Si è riscontrato che il pessario vaginale è stato una soluzione efficace nell'84% dei casi di prolasso avanzato degli organi pelvici, con lievi eventi avversi verificatisi nel 31% dei casi. Sebbene i pessari non invertano l'ernia degli organi pelvici, possono ridurre i sintomi e prevenire il progresso del prolasso. Le pazienti devono essere misurate per un pessario e spesso provano diversi pessari prima di trovare quello appropriato. Le pazienti dovrebbero avere intestini e vescica vuoti durante la misurazione del pessario. L'esaminatore dovrebbe essere in grado di far passare un dito tra il pessario e le pareti vaginali. La paziente dovrebbe essere in grado di camminare, piegarsi e urinare comodamente senza spostare il pessario. Le complicazioni legate all'inserimento del pessario includono irritazione/ulcerazione vaginale, secrezione, dolore, sanguinamento e odore.
È fondamentale effettuare regolari controlli per verificare la corretta aderenza del pessario al fine di evitare sfregamenti contro le pareti vaginali, in quanto ciò può causare irritazione della mucosa vaginale e predisporre le pazienti alle infezioni. Complicanze rare includono lo spostamento del pessario nella vescica o nel retto, che può portare a fistole, impatto fecale e urosepsi. Le pazienti affette da demenza o con scarsa adesione alle visite non sono buone candidate per l'inserimento del pessario, poiché richiedono una pulizia frequente e un regolare controllo della posizione per prevenire complicazioni.
La decisione per la gestione chirurgica dovrebbe essere presa dopo una discussione dettagliata con la paziente riguardo al desiderio di futuri rapporti sessuali vaginali, agli effetti sull'immagine corporea, alle visioni culturali, ai trattamenti alternativi e alle potenziali complicazioni. Descrizioni approfondite delle tecniche chirurgiche esulano dal campo di questo articolo.
L'isterectomia può essere eseguita tramite un approccio vaginale o transaddominale come trattamento per il prolasso uterino. Si è riscontrato che gli approcci vaginali sono meno invasivi e offrono l'opportunità di riparare difetti del pavimento pelvico. Procedure aggiuntive possono essere eseguite contemporaneamente per ridurre il rischio di prolasso di altri organi pelvici.
Sono state sviluppate anche strategie di conservazione dell'utero per adattarsi alle pazienti che desiderano mantenere la fertilità futura o conservare l'utero. Un altro vantaggio legato allo stile di vita centrato sulla paziente comprende una transizione naturale alla menopausa. Le pazienti sottoposte a trattamenti di conservazione dell'utero richiedono un follow-up continuo per la sorveglianza dei tumori ginecologici; pertanto, la conservazione dell'utero è controindicata in pazienti con una storia di patologia uterina o cervicale. L'isteropessi consente una riduzione delle perdite ematiche intraoperatorie, un tempo operativo più breve e una ripresa più rapida rispetto all'isterectomia con riparazione del prolasso.